# Ivan Ivanov (halterófilo)
Ivan Ivanov Ivanov –en búlgaro, Иван Иванов Иванов– (Shumen, 27 de agosto de 1971) es un deportista búlgaro que compitió en halterofilia.
Participó en tres Juegos Olímpicos de Verano, entre los años 1992 y 2000, obteniendo una medalla de oro en Barcelona 1992, en la categoría de 52 kg, y el sexto lugar en Atlanta 1996.
Ganó seis medallas en el Campeonato Mundial de Halterofilia entre los años 1989 y 1998, y nueve medallas en el Campeonato Europeo de Halterofilia entre los años 1989 y 2000.

## Palmarés internacional
| Juegos Olímpicos   | Juegos Olímpicos          | Juegos Olímpicos  | Juegos Olímpicos |
| Año                | Lugar                     | Medalla           | Categoría        |
| ------------------ | ------------------------- | ----------------- | ---------------- |
| 1992               | Barcelona (España)        | Medalla de oro    | 52 kg            |
| Campeonato Mundial |                           |                   |                  |
| Año                | Lugar                     | Medalla           | Categoría        |
| 1989               | Atenas (Grecia)           | Medalla de oro    | 52 kg            |
| 1990               | Budapest (Hungría)        | Medalla de oro    | 52 kg            |
| 1991               | Donaueschingen (Alemania) | Medalla de oro    | 52 kg            |
| 1993               | Melbourne (Australia)     | Medalla de oro    | 54 kg            |
| 1994               | Estambul (Turquía)        | Medalla de plata  | 54 kg            |
| 1998               | Lahti (Finlandia)         | Medalla de bronce | 56 kg            |
| Campeonato Europeo |                           |                   |                  |
| Año                | Lugar                     | Medalla           | Categoría        |
| 1989               | Atenas (Grecia)           | Medalla de oro    | 52 kg            |
| 1990               | Ålborg (Dinamarca)        | Medalla de oro    | 52 kg            |
| 1991               | Władysławowo (Polonia)    | Medalla de bronce | 56 kg            |
| 1992               | Szekszárd (Hungría)       | Medalla de oro    | 56 kg            |
| 1993               | Sofía (Bulgaria)          | Medalla de oro    | 54 kg            |
| 1995               | Varsovia (Polonia)        | Medalla de plata  | 54 kg            |
| 1998               | Riesa (Alemania)          | Medalla de oro    | 56 kg            |
| 1999               | La Coruña (España)        | Medalla de bronce | 56 kg            |
| 2000               | Sofía (Bulgaria)          | Medalla de plata  | 56 kg            |